# Richard-Wagner-Gymnasium Bayreuth
Das Richard-Wagner-Gymnasium Bayreuth ist eine weiterführende Schule in der oberfränkischen Stadt Bayreuth in Deutschland. Benannt wurde sie nach dem Komponisten Richard Wagner (1813–1883).

## Entstehung
Aufgrund des unbefriedigenden schulischen Angebots für Mädchen setzte sich der ehemalige Spinnereidirektor Carl Kolb die Errichtung einer höheren Töchterschule zum Ziel. Für die Vorläuferschule des heutigen Richard-Wagner-Gymnasiums erhielt er mithilfe einer „Subskriptionsliste“, die von 36 Bürgern und Herzog Alexander von Württemberg auf privater Basis unterzeichnet wurde, 4175 Gulden Startkapital. Kolb gründete am 5. August 1867 ein Komitee, welches einen Kostenvoranschlag und einen Schulplan entwarf. Am 12. September 1867 erteilte der Stadtmagistrat die Genehmigung zum Bau der höheren Töchterschule, woraufhin diese am 14. Oktober 1867 eröffnete. Der damalige Standort der Schule war der zweite Stock des Buchnerschen Hauses in der Kanzleistraße Nr. 13. Die Schule wurde im ersten Jahr von 48 Schülerinnen besucht. Der erste Schuldirektor war von 1867 bis 1893 Georg Grossmann.

## Entwicklung
Im Jahr 1967 feierte die Schule das hundertjährige Jubiläum. Mit diesem Tag erhielt die Schule auch den Namen „Richard-Wagner-Gymnasium“.
Am 1. August 1971 wurde die Schule zu einem staatlichen Institut.
Seit dem Schuljahr 1976/1977 ist der sprachliche Zweig auch für Jungen zugänglich (Koedukation). In der neuen 5. Klasse saßen zehn Jungen. 1980/1981 begannen zwei Partnerschaften mit ausländischen Schulen: zum einen mit den Senior High Schools in River Falls und Ellsworth (USA) und zum anderen dem Lycée Berthollet in der französischen Stadt Annecy, die bis heute besteht. Ende des 20. Jahrhunderts wurden der Mittelbau und die Innenräume saniert.

## Ausbildungsrichtungen
Mit dem Bestehen der Abiturprüfung in der 12. Jahrgangsstufe wird die allgemeine Hochschulreife erworben. Die seit mehreren Jahren laufende Rückkehr zum Abitur nach 9 Jahren Gymnasialzeit wird 2026 vollzogen. Mit dem Bestehen der 10. Klasse wird ein mittlerer Schulabschluss erreicht.
Alle Schüler sind dazu verpflichtet, während ihrer Schullaufbahn zwei Fremdsprachen zu erlernen. Es wird mit Englisch als erster Fremdsprache begonnen. In der 6. Klasse haben die Schüler die Wahl zwischen Französisch und Latein.
Hinzu kommen die drei Schulzweige, von denen in der 7. Klasse einer gewählt und von der 8. bis zur 11. Klasse belegt wird.
- Der sprachliche Zweig (SG) bietet als Wahl der 3. Fremdsprache Italienisch oder Spanisch.

- Bei dem sozialwissenschaftlichen Zweig (SWG) liegt der Schwerpunkt bei den Fächern Sozialpraktische Grundbildung, welches ein praxis- und projektorientiertes Fach ist, und Politik und Gesellschaft (1965 gegründet).

- Die Fächer Wirtschaft und Recht und Wirtschaftsinformatik finden im wirtschaftswissenschaftlichen Zweig (WWG) ihren Schwerpunkt.[9]

## Aktuelles
2024 sind ungefähr 85 Lehrkräfte (davon 64 hauptamtlich) am RWG angestellt. Anfang des Schuljahres waren etwa 770 Schüler an der Schule angemeldet. Es gibt von der 5. bis zur 11. Jahrgangsstufe 29 Klassen.
Seit dem Jahr 2012/13 ist Ursula Graf Schulleiterin, stellvertretender Schulleiter ist Christian Ströhla.

## Auszeichnungen
Im Jahr 2021/22 wurde die Initiative „Team Umweltschule“ ins Leben gerufen. Sie besteht aus interessierten Schülern und Lehrern, deren Ziel es ist zu mehr Nachhaltigkeit zu motivieren und das Schulleben umweltfreundlicher zu gestalten.
Seit der Gründung dieser Gruppe wurden bereits einige Projekte umgesetzt, wie zum Beispiel die Entwicklung eines Mülltrennsystems für die Schule und die Einführung von Ökoscouts. Aufgrund des hohen Engagements wurde das Richard-Wagner-Gymnasium in den vergangenen Jahren zur „Umweltschule in Europa/internationale Nachhaltigkeitsschule“ gekürt. Mit dieser Auszeichnung wurde die Schule Teil des weltweiten Eco-Schools-Netzwerkes.